# Tiroteio em Alexandria em 2023
Em 8 de outubro de 2023, em Alexandria, Egito, um policial disparou sua arma contra um grupo de passageiros de ônibus. O ataque ocorreu durante uma viagem passando pelo Coluna de Pompeu. Dois turistas israelenses e um guia turístico egípcio foram mortos, enquanto outro israelense ficou moderadamente ferido. O suspeito foi posteriormente detido. O acusado afirma que "perdeu o controle" de sua arma e "disparou aleatoriamente" na multidão de turistas.[carece de fontes?]
O ataque ocorreu um dia após o ataque do Hamas a Israel em 2023.